# 루시 워커 (영화 감독)
루시 워커(Lucy Walker, 1970년 ~ )는 잉글랜드의 영화 감독이다.